# Máximo Orsi
Máximo José Orsi (Avellaneda, Buenos Aires, Argentina; 12 de octubre de 1895 - Ibídem; 19 de diciembre de 1972) fue un letrista de tango, compositor, actor y guionista argentino de amplia trayectoria.

## Carrera
Máximo Orsi fue un ilustre intérprete y dramaturgo argentino que desarrolló notablemente su carrera en los inicios del siglo XX. Le puso letra a varios tangos que se escucharon mucho durante las décadas del '20 y '30. Fue autor de la poesía Payador.
Nacido en la localidad de porteña de Avellaneda el 12 de octubre de 1895, perteneció a una familia de artistas, su hermano menor fue el futbolista y violinista Raimundo Orsi, nacido en 1901.
Su incursión en el cine es escasa fue el encargado de poner la música a la película de 1934, Riachuelo, protagonizado por Luis Sandrini, Maruja Pibernat y Margarita Solá. Como guionista debutó un año más tarde con Picaflor, guion que compartió con el director de la película Luis José Moglia Barth. Como intérprete participó en dos filmes, uno El gran camarada (1939) con Oscar Soldati y Maruja Gil Quesada: y Gran pensión La Alegría (1942).
En teatro integró la Compañía de Pedro Tocci con quien en 1941 representó Serenata porteña, con un amplio elenco que incluyó a Malvina Pastorino, Antonio Alemany, Virginia Romay, Rodolfo Díaz Soler y Billy Carbone. También trabajó para la compañía de revistas que dirigía el maestro Arturo de Bassi. Integró el elenco fijo del mítico Teatro Porteño
Primer actor radiotelefónico, actuó en el radioteatro La lanza y el ceibo en 1941 por Radio Argentina, con Malvina Pastorino. En Radio Prieto dirige el Informativo Blefe, un noticioso cómico. También fue autor de una novela de Radio Belgrano protagonizada por María Luisa Notar. En 1930 actúa en Mastradea, junto a Raquel Notar (con quien formaría en 1933 su propia compañía radiofónica), Mecha Caus y Juan M. Velich.
Falleció el martes 19 de diciembre de 1972  víctima de una larga enfermedad a los 73 años de edad.

## Composiciones
- Me miró...y sonrió.[7]
- El chamuyo (1914), con orquesta de Francisco Canaro.
- Carro viejo (1928), con música de Femando Montoni.
- Yo soy aquel muchacho (1934)
- Protestona (1935)
- Viejo portón, con Héctor Palacios.
- Bajo el farol, estrenada en el Teatro Casino.
- El tango 'Berretín (1934) con Edgardo Donato
- Sólo a una madre, con Daniel Héctor Álvarez.
- Alerta muchachos, con música de Pablo Valle.
- Carlos Gardel [b], poema evocativo.
- El gauchito, con música de Augusto Berto.
- Lo que Dios manda, con música de Antonio Polito.
- Sonia.
- Y llegó el amor.
- Mi viejo vals, con música de Carmelo D´Amico.
- Seguí sin mirarme.

## Filmografía
Como actor:
- 1939: El gran camarada.
- 1942: Gran pensión La Alegría.

Como guionista:
- 1935: Picaflor.

Como músico:
- 1934: Riachuelo.

## Teatro
- 1941: Serenata porteña.
- 1941: Juan Cuello.
- 1943: Juan Moreira.